# Rari nantes in gurgite vasto

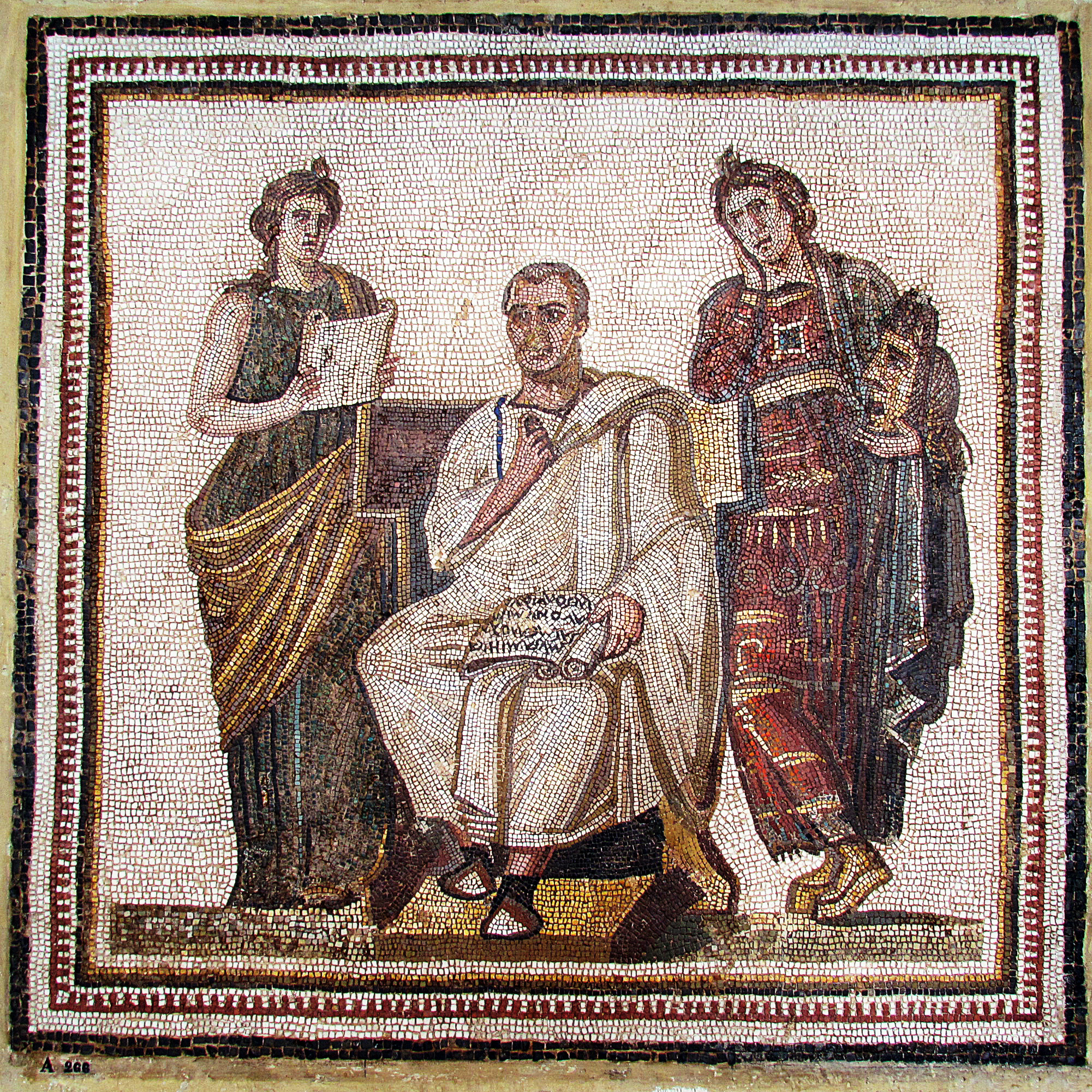
Virgilio con lEneide tra Clio e Melpomene (Museo nazionale del Bardo, Tunisi)

Rari nantes in gurgite vasto è una locuzione latina traducibile con «rari nuotatori nel vasto gorgo»; si tratta del secondo emistichio di un verso (I, 118) dell'Eneide di Publio Virgilio Marone che venne poi citato più volte nel corso del tempo: già presente in opere letterarie medievali, il suo utilizzo continuò nei secoli fino ad assumere, in tempi più recenti, un valore proverbiale. 

## Piano letterario

### Contesto
È il quadro che Virgilio presenta nella descrizione del naufragio arrecato alla flotta troiana di Enea dalla dea Giunone, in cui alcuni dei suoi compagni si ritrovano in mare, soli e dispersi tra le onde e il fasciame divelto di navi ormai affondate.

### Analisi e commenti
Giovanni Fabrini nella sua analisi sostenne che l'aggettivo rari fosse stato utilizzato da Virgilio in virtù del fatto che i tanti uomini rovesciati in mare dalla tempesta «parevano pochi e rari nel mare così grande»; inoltre Fabrini identificò nel gurgite vasto una figura retorica, la tapinosi, utilizzata per descrivere con umili parole un grande evento.

### Traduzioni
| Anno | Traduttore       | Traduzione                                                               | Note               |
| ---- | ---------------- | ------------------------------------------------------------------------ | ------------------ |
| 1752 | Annibale Caro    | Già per l'ondoso Mar disperse, e rare le navi, e i naviganti si vedevano |                    |
| 1804 | Vittorio Alfieri | Su pel vasto piano galleggian pochi nuotator                             |                    |
| 1981 | Cesare Vivaldi   | Pochi naufraghi nuotano sull'immensa distesa sparsi qua e là             | Traduzione poetica |

## Usi proverbiali
Con significato metaforico e proverbiale, ad esempio, si dice di quanti, in seguito a un generale periodo di crisi, sono riusciti a mantenersi a galla e a superare le avversità.
Si utilizza anche, in contesti scherzosi, per sottolineare la sparutezza di un gruppo di persone che appaiono disperse all'interno di un ambiente vasto e semideserto, oppure confuse all'interno di una massa numerosa di gente.
In tali usi proverbiali e ironici, a volte, viene abbreviata nella frase costituita dalle sole due parole iniziali.

## Uso nella cultura di massa

### Sport acquatici
Da questa espressione virgiliana derivano anche i nomi di molte società di nuoto e pallanuoto. In tal caso, con una lieve alterazione del senso originale, all'aggettivo "rari" si intende dare il significato di "scelti".
- Rari Nantes Camogli
- Rari Nantes Imperia
- Rari Nantes Patavium 1905
- Rari Nantes Roma (2005)
- Rari Nantes Savona
- Rari Nantes Sori
- Rari Nantes Arenzano
- Rari Nantes Bologna
- Rari Nantes Enotria (ora Associazione Sportiva Pro Recco)
- Rari Nantes Milano
- Rari Nantes Roma (1891)
- Rari Nantes Bogliasco
- Rari Nantes Cagliari
- Rari Nantes Florentia
- Rari Nantes Napoli
- Rari Nantes Salerno
- Rari Nantes Torino
- Rari Nantes Trento
- Rari Nantes Romagna

### Retorica politica
Nella storia del Parlamento del Regno d'Italia e del Parlamento della Repubblica Italiana l'emistichio virgiliano è stato più volte riproposto nei discorsi dei parlamentari della penisola per riferirsi a determinate situazioni; spesso, nella sua accezione figurata e scherzosa, la locuzione è stata impiegata per descrivere le condizioni di sedute parlamentari caratterizzate dall'assenza di numerosi rappresentanti politici. In questo senso il 13 aprile 1870, alla Camera dei deputati, Giorgio Asproni così si pronunciò:
In quel caso, visto l'imponente assenteismo in prossimità delle ferie pasquali, il presidente della Camera Giuseppe Biancheri decise di sospendere la seduta, accogliendo l'osservazione di Asproni. Con il medesimo significato le parole del poeta latino vennero utilizzate durante la seduta del 9 luglio 1947 dell'Assemblea Costituente da Giovanni Porzio, che dopo aver chiesto la parola così esordì: «Onorevoli colleghi, in questa questione volevo, prima di tutto, osservare questo: rari nantes in gurgite vasto! Questioni di vitale importanza discusse davanti ad una scarsa Assemblea...».

A farne un uso inedito in campo politico, al di fuori del parlamento, fu Silvio Berlusconi il 27 maggio 1999, durante un discorso tenuto a Verona, quando si servì davanti alla folla della locuzione per esprimere lo smarrimento in caso di una frammentazione politica in campo europeo:
Secondo Amedeo Benedetti, saggista impegnato nello studio dei linguaggi settoriali, l'uso da parte di Berlusconi di citazioni latine davanti ai suoi sostenitori è riconducibile al desiderio dell'imprenditore milanese di apparire come una «persona erudita, culturalmente raffinata», e dunque è in questo modo che si dovrebbe leggere l'uso della locuzione virgiliana.
L'anno seguente, il 4 dicembre 2000, durante una discussione alla Camera dei Deputati su un decreto legge, Lorenzo Acquarone, nelle vesti di presidente dell'Assemblea, citò in modo inesatto la locuzione latina, dicendo «Rara avis in gurgite vasto»; in questo caso Acquarone unì involontariamente le parole di Virgilio a quelle di un verso di Giovenale (rara avis in terris, nigroque simillima cygno), che è alla base di una locuzione parimente celebre.

## Curiosità
Nel romanzo Il Piacere di Gabriele D'Annunzio, durante una cena, una delle commensali chiede che le sia suggerita una frase in latino, da usare come proprio motto. Dopo vari suggerimenti, le viene proposta, tra le risate del protagonista Andrea Sperelli e dei suoi amici, un'oscena parodia della frase virgiliana: «Rarae nates cum gurgite vasto».